# Kobrynski Rajon
Kobrynski Rajon (vitryska: Кобрынскі Раён, ryska: Кобринский район) är ett distrikt i Belarus.   Det ligger i voblasten Brests voblast, i den västra delen av landet, 280 km sydväst om huvudstaden Minsk.